# Bentinckstraat

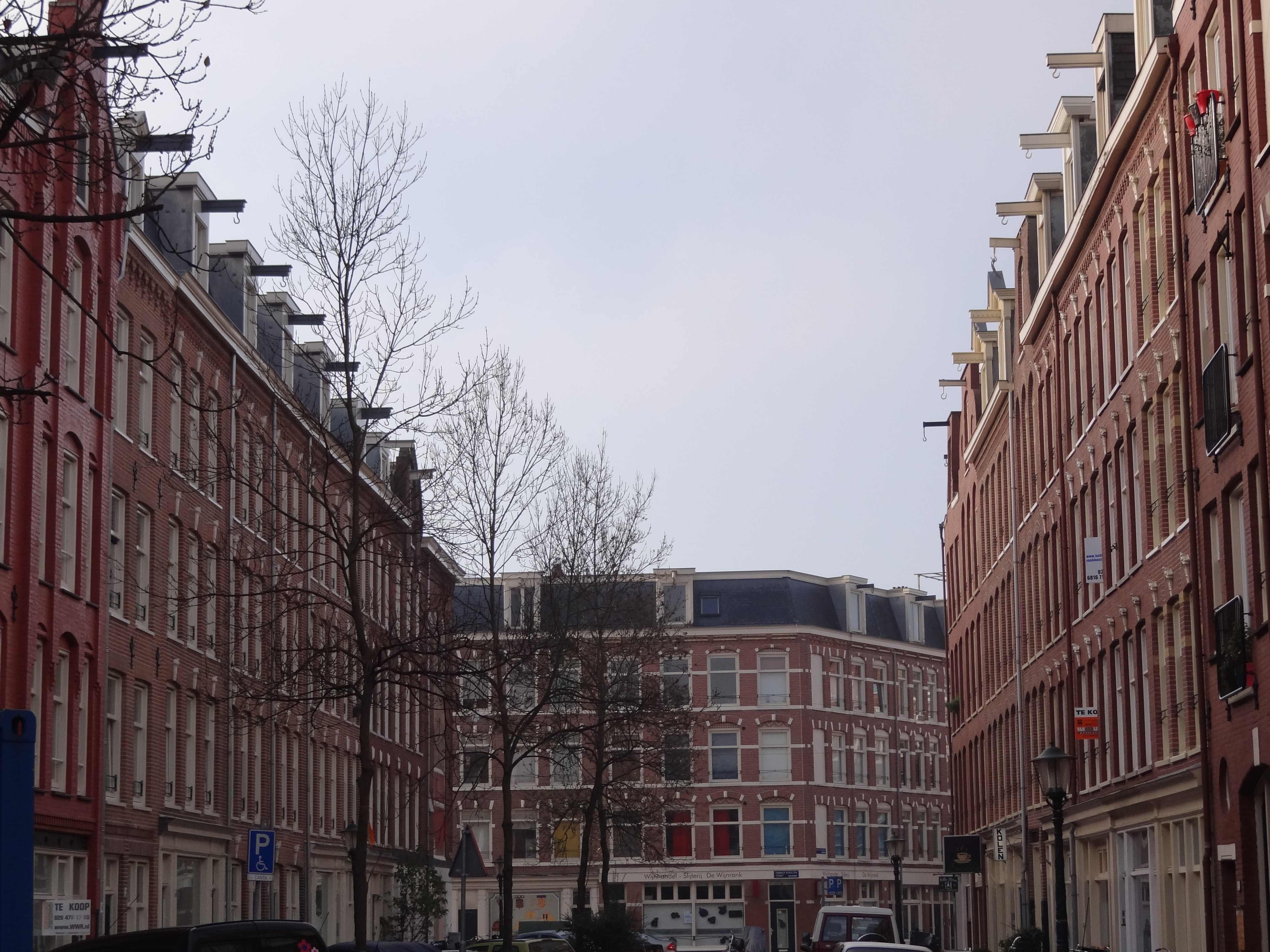
Bentinckstraat in 2011

De Bentinckstraat is een straat in de Staatsliedenbuurt in Amsterdam-West. De Bentinckstraat loopt van het Van Limburg Stirumplein tot aan de Van Hallstraat.
De straat kreeg zijn naam in 1898. Het is een verwijzing naar Berend Hendrik Bentinck tot Buckhorst (1753-1830). De straten in de omgeving zijn eveneens vernoemd naar staatslieden.